# Alcino Salazar
Alcino de Paula Salazar (São João do Manhuaçu, 18 de dezembro de 1897) foi um jurista brasileiro. Foi Presidente da OAB e Procurador-Geral da República do Brasil durante o governo de Castelo Branco, e Procurador Geral Eleitoral.
Foi filho de Vicente de Paula Salazar e de Rosa de Viterbo Sette Salazar.
Formou-se em Direito no ano de 1920 pela Faculdade Livre de Direito de Belo Horizonte.
Em 1951, foi livre-docente da cadeira de direito administrativo da Faculdade Nacional de Direito da Universidade do Brasil.

## Publicações
- Responsabilidades do Poder Público por atos judiciais